# Kinh tế Ontario

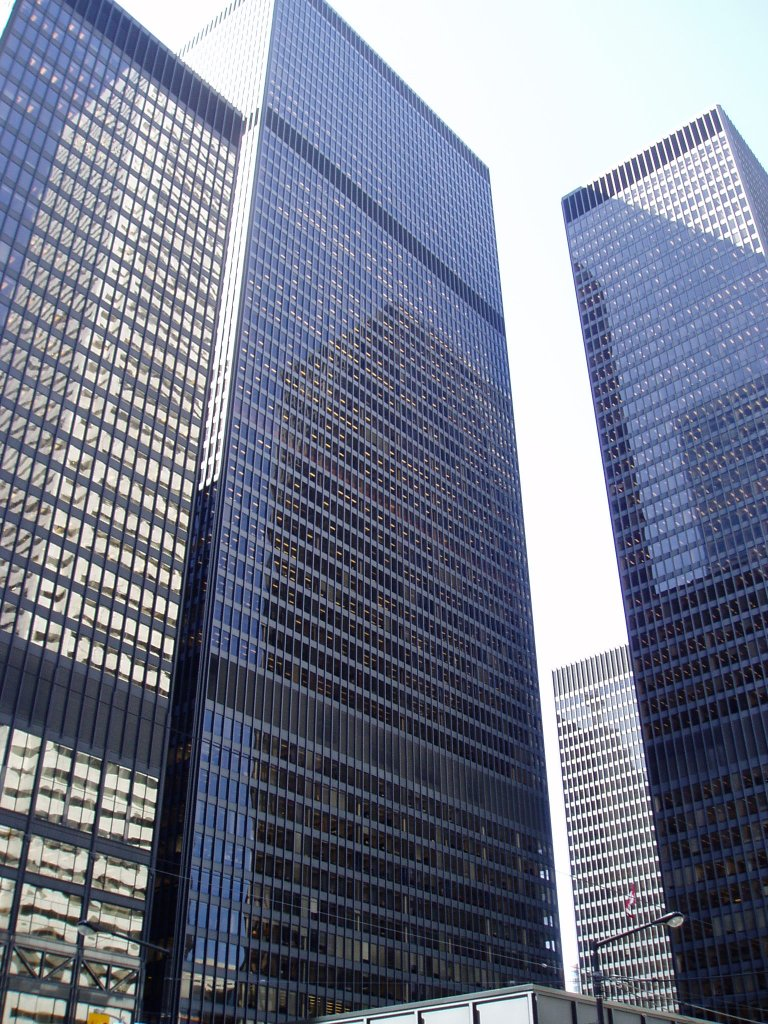
Trung tâm Toronto-Dominion ở Toronto

Kinh tế Ontario là một nền kinh tế giàu có và đa dạng nhiều ngành. Ontario là khu vực kinh tế lớn nhất ở Canada, GDP của nó gần gấp đôi so với khu vực láng giềng Québec, nền kinh tế lớn thứ hai. Nền kinh tế Ontario chịu ảnh hưởng lớn và chịu điều hành bởi ngành dịch vụ, mặc dù ngành sản xuất cũng đóng một vai trò quan trọng.
Ontario là tỉnh đông dân nhất của Canada, với dân số khoảng 12,5 triệu người thường trú. Đây là tỉnh hàng đầu của Canada về sản xuất chiếm 52% các lô hàng sản xuất của quốc gia năm 2004.
Tại Ontario lạm phát đang dần giảm, nó đạt 2,2% trong năm 2005 và được dự báo là 2,1% trong năm 2006 và 1,8% trong năm 2007.
Ontario có tỷ lệ thất nghiệp là hơn 8,5% cao hơn một chút so với tỉ lệ thất nghiệp trên toàn Canada.
Xuất khẩu chính của Ontario là xe có động cơ, các bộ phận và phụ kiện (40,4%), máy và thiết bị cơ khí gia dụng (10,8%), điện, máy móc và thiết bị (5,6%) và nhựa (4,1%).
Hàng nhập khẩu chủ yếu của Ontario là xe có động cơ và phụ tùng (22,3%), máy móc và thiết bị cơ khí (17,7%), máy móc thiết bị điện và thiết bị (10,8%), nhựa (4,2%) và thiết bị xử lý ảnh khoa học và chuyên nghiệp (3.6%).